# Ravni (Brus)
Ravni (Servisch cyrillisch Равни) is een plaats in de Servische gemeente Brus. De plaats telt 190 inwoners (2002).